# Jean-Pierre Vedel
Pour les articles homonymes, voir Vedel.
Jean-Pierre Vedel, né le 29 décembre 1955 dans le centre de la France, est un réalisateur de films français.

## Biographie
Après avoir suivi des études agricoles, Jean-Pierre Vedel commence sa vie professionnelle comme éleveur.
En 1982, à vingt-sept ans, il suit les cours du soir de l’Université de Toulouse-Le Mirail et passe l’examen spécial d’entrée à l’Université, réservé aux travailleurs non titulaires du baccalauréat. Il obtient un DEUG de sociologie, puis une maîtrise des Sciences et techniques audiovisuelles.
En 1992, il réalise pour Arte et France 3 son unique film de fiction, L’Écrou, diffusé par Arte, sélectionné au Festival international des programmes audiovisuels.
Résidant à Paris à partir de 1990, il investit de nouveaux territoires, restant toujours proche de la sociologie, de l’histoire, et des aspects de la vie quotidienne.
De 2007 à 2013 il se consacre plus particulièrement à l’un de ses sujets de prédilection auquel il a consacré un film et deux séries : le roman noir ou policier, et ses liens avec la réalité.
Il s’installe en 2015 dans le sud-ouest de la France, et oriente ses sujets vers les identités régionales ouvertes sur le monde. En donnant un éclairage particulier aux problématiques sociales, politiques, écologiques en Catalogne, en Corse, au Pays Basque ou en Occitanie, il rend compte de ce que c’est qu’une identité régionale à l’heure de la mondialisation.

## Récompenses
- Ancre d'argent 2001 du film de la mer, Toulon, pour Ile de France, le Saint-bernard des mers[1]
- Prix Eurorégion 1997 du festival d'Estavar Livia pour L'art modeste
- 1er prix documentaire de création 1995 du Festival International du film taurin (Nîmes) pour Le goût du toro
- 1er prix documentaire de création 1992 du Festival International du film d'Aigues-Mortes pour América
- 1er prix documentaire de création 1991 du Festival international du film d'Aigues-Mortes pour Un toréro l’hiver
- 1er prix des Rencontres Méditerranéennes 1988 de Béziers pour El temple
- Festival de Labiolle 2019 Prix du public pour Les femmes de la terre
- Festival de Nannay 2019 Prix du public pour les femmes de la terre

## Filmographie
- "Les femmes de la terre". En Aveyron, portrait d’une agriculture dans laquelle les femmes jouent un rôle essentiel. 52’ France 3 (2018)
- "Les ouvrières du made in France". Dans le centre de la France un atelier de couture cherche un repreneur. 52’ France 3 (2017)
- "Rock et révolution basque" Au Pays Basque le rock était une musique insurrectionnelle. Histoire du combat rock au combat de rue. 52' France 3 (2016)
- Le pouvoir des images De l’exode des républicains espagnols en 1939 au réfugiés de Calais aujourd’hui. Une histoire du photojournalisme qui commence en Catalogne. 52 min France 3 (2015)
- Une histoire occitane De la renaissance de la chanson politique occitane dans les années 60 aux artistes d’aujourd’hui qui sillonnent le monde. 52 min France 3 (2014)
- L’âme du 36 Le 36 Quai des Orfèvres adresse mythique de la police parisienne va déménager. Une histoire de Simenon à Mme Claude. 70 min. RMC Découverte. 2013
- Territoire polars Hier les régions se racontaient avec des contes et légendes aujourd’hui c’est avec des polars. Collection d’été de quatre films de 52 min. France Télévision 2012. Sélection Fipatel
- Nés abandonnés (2011), 52 min, France 3[2].
Quel dispositif la société met-elle en œuvre pour accueillir les enfants abandonnés à la naissance ou nés sous X ? En allant à la rencontre de cas actuels, le réalisateur revient sur son histoire personnelle dans les années cinquante.
- La vie rêvée des Italiens du Gers (2010), 52 min, France 3.
Le destin d’une communauté d’Italiens immigrés dans le Gers dans les années 1920, une libre adaptation du roman de Yolande Magni.
- Les cinq sens de la police judiciaire (2009), cinq films de 52 min série), 13e Rue.
Histoire de la police scientifique racontée par ses grands flics sur des affaires emblématiques.
- Sales types pour un mauvais genre (2007), 13e Rue.
Collection de six films de 26 min sur les archétypes du film noir. Pour chaque film un réalisateur du genre raconte l’évolution d’un personnage, des années 1940 à nos jours.
- La résistance allemande en France (2006), 52 min, France 3[3],[4].
Plus de mille Allemands antinazis ont résisté aux côtés des maquisards Français.
- Dans l’ombre des Brigades du Tigre (2006), 52 min, 13e Rue.
Histoire de la naissance de la Police judiciaire en France
- Sous le règne de la morue (2006), 52 min, France 3.
C’est à travers l’aventure des Terre-neuvas que l’on découvre les liens étranges qui unissent par-delà les océans gens de terre et gens de mer.
- Chroniques d’un asile (2005), 52 min, TV 10 Angers.
Prix Roger Camar, festival cinépsy Lorquin. Réintégrer les fous au cœur de la ville, utopie ou réalité ?
- Jean Brugié, guerre et utopie (2005), 52 min, diffusion France 3.
Jean Brugié, résistant à 17 ans, a passé sa vie entre la légion étrangère et le parti communiste.
- Toros de rue (2004), 26 min, France 3.
Portrait de groupe de coureurs d’encierro.
- La route du toro (2003), 52 min, France 5.
Road movie en compagnie d’un transporteur de toros.
- Le onze de l’indépendance (2002), 52 min, France 5[5].
L’Algérie en pleine guerre d’indépendance monte son équipe nationale de football.
- Ile de France, le Saint-bernard des mers (2001), 52 min, France 5[6].
Histoire d’un paquebot décoré de la Légion d’honneur pour faits de résistance.
- On n’est pas des artistes (2000), 52 min, soirée thématique Arte[7].
L’art brut, une autre conception de l’art.
- L'empire des sons (1998), 52 min, France 3[8].
La musique concrète, de Pierre Schaeffer à la techno.
- Un chalutier des temps modernes (1998), 52 min, France 5.
Une saison de pêche en mer du nord.
- Cabanes (1997), 52 min, Canal Plus.
Philosophie de la cabane aux quatre saisons.
- L'art modeste (1997) 17 min, documentaire-fiction, Canal Plus.
Portrait d’un collectionneur d’objets du quotidien.
- Abbayes catalanes (1997), 52 min, France 3.
L’engagement dans la vie monastique et politique en Catalogne.
- Sentier noir ou l’ombre des dieux (1996), 52 min, France 3.
Politique et religion dans les spectacles de rue africains.
- Avignon à tout prix (1996), 26 min, soirée thématique, Arte.
La fureur de jouer d’une petite compagnie de théâtre en Avignon.
- Un printemps à Bourges (1996), 26 min, France 3 Sud.
Zebda, groupe de musiciens inconnus partent à Bourges, pour la première fois avec les gamins du quartier.
- Le goût du toro (1995), 26 min, France3.
La passion des éleveurs de toros.
- América (1992), 52 min, Canal Plus.
En tournée en Amérique du Sud avec une troupe de nains toréros.
- L'Écrou (1992), fiction, 52 min, Arte, 1992.
Troubles passions dans la solitude d’une petite épicerie de quartier. Sélection du Festival international des programmes audiovisuels, situation de la création française.
- Un toréro l’hiver (1991) 26 min, Canal Plus.
Loin de la fureur des corridas, toréros en herbe ou retirés déclinent le manque et le désir de toréer.
- El temple ou L'art de la lenteur dans le combat de toros (1988), 13 min.